# Hexi, Chaoyang
Hexi (kinesiska: 河溪) är en köping i sydöstra Kina. Den ligger i stadsdistriktet Chaoyang i staden Shantou i provinsen Guangdong, omkring 340 kilometer öster om provinshuvudstaden Guangzhou. Antalet invånare är 74 952. Befolkningen består av 38 432 kvinnor och 36 520 män. Barn under 15 år utgör 31 %, vuxna 15-64 år 62 %, och äldre över 65 år 6,0 %.